# مارچین بووکا
مارچین بووکا (لهستانی: Marcin Bułka؛ زادهٔ ۴ اکتبر ۱۹۹۹) بازیکن فوتبال اهل لهستان است.
از باشگاه‌هایی که در آن بازی کرده‌است می‌توان به باشگاه فوتبال پاری سن-ژرمن اشاره کرد.
وی همچنین در تیم‌های ملی فوتبال زیر ۱۸ سال لهستان، زیر ۱۹ سال لهستان، و زیر ۲۰ سال لهستان بازی کرده‌است.